# مالاما
مالاما (انگلیسی: Mallama) یک منطقه مسکونی در کشور کلمبیا است.